# Beniamino Pizziol
Beniamino Pizziol (ur. 15 czerwca 1947 w Ca’ Vio-Treporti) – włoski duchowny katolicki, biskup Vicenzy w latach 2011–2022.

## Życiorys
Święcenia kapłańskie przyjął 3 grudnia 1972 z rąk patriarchy Wenecji Albino Lucianiego (późniejszego papieża Jana Pawła I). Przez trzydzieści lat pracował w parafiach patriarchatu, zaś w 2002 został mianowany jego wikariuszem generalnym.
5 stycznia 2008 papież Benedykt XVI mianował go biskupem pomocniczym patriarchatu Wenecji i biskupem tytularnym Aemona. Sakrę otrzymał 24 lutego 2008 z rąk kardynała patriarchy Wenecji Angelo Scoli, któremu towarzyszyli były patriarcha Wenecji kardynał Marco Cé oraz biskup diecezji Triestu Eugenio Ravignani. 16 kwietnia 2011 mianowany biskupem diecezji Vicenza. 19 czerwca 2011 odbył ingres do tamtejszej katedry. Od 9 września 2011 do 31 stycznia 2012 administrator apostolski patriarchatu Wenecji. 23 września 2022 papież Franciszek przyjął jego rezygnację z pełnionego urzędu, złożoną ze względu na wiek.